# Fernando Errázuriz
Fernando Errázuriz Aldunate (Santiago do Chile, 1 de junho de 1777 — Santiago do Chile, 16 de agosto de 1841) foi um político chileno. Foi presidente do Chile em 1831.

## Ministros de Estado
| Ministério                     | Nome/Período                                |
| ------------------------------ | ------------------------------------------- |
| Interior e Relações Exteriores | Diego Portales(1831) Ramón Errázuriz (1831) |
| Guerra e Marinha               | Diego Portales(1831)                        |
| Fazenda                        | Manuel Rengifo (1831)                       |